# Măiastru Sfetnic
Măiastru Sfetnic è un concept album pubblicato nel 2000 dalla black metal band Negură Bunget.

## Tracce
1. Vremea locului sortit – 9:01
2. În-zvîcnirea apusului – 9:48
3. A-vînt în abis – 6:02
4. Al locului – 10:16
5. Bruiestru – 10:38
6. Plecăciunea morţii – 10:22

## Formazione
- Hupogrammos Disciple - chitarra, voce, basso, tastiere
- Negru - batteria
- Sol'Faur Spurcatu - chitarra, basso, voce